# Léo Glaeser
Pour les articles homonymes, voir Glaeser.
Léo Glaeser, né le 11 novembre 1887, à Riga, (aujourd'hui en Lettonie) et mort le 29 juin 1944 à Rillieux (alors dans l'Ain) fusillé par la milice française, est un avocat français, un résistant français investi dans le Comité Amelot et la victime d’un crime contre l’humanité.
Le rapport no 814 de la gendarmerie de Sathonay du 4 novembre 1944 situe son domicile au 15, rue Thérèse à Paris.

## Biographie

### Origines et jeunes années
Fils d'Esther Jacobson et de Moshé Peretz Glaeser, Léo Glaeser quitte Riga à cause de la révolution de 1905, pour des raisons politiques en compagnie de son frère Victor Glaeser (1888-1970) et s'inscrit en 1906 en faculté de philosophie à Heidelberg. Il y reste peu de temps et quitte l'Empire allemand pour rejoindre Paris, où il s'établit en juin 1906 et où il suit une formation en droit qui le conduit à devenir avocat.

### Le Résistant
Durant la Seconde Guerre mondiale, il est membre du Comité de défense des Juifs et surtout de la Fédération des sociétés juives de France (FSJF).
Le 15 juin 1940, quelques membres de la FSJF se réunissent chez Léo Glaeser et créent le comité Amelot.
Il rejoint la Zone libre, s'établissant dans les régions de Grenoble et de Lyon. En Zone libre, il devient le secrétaire général du comité de défense des Juifs.

### Circonstances du décès

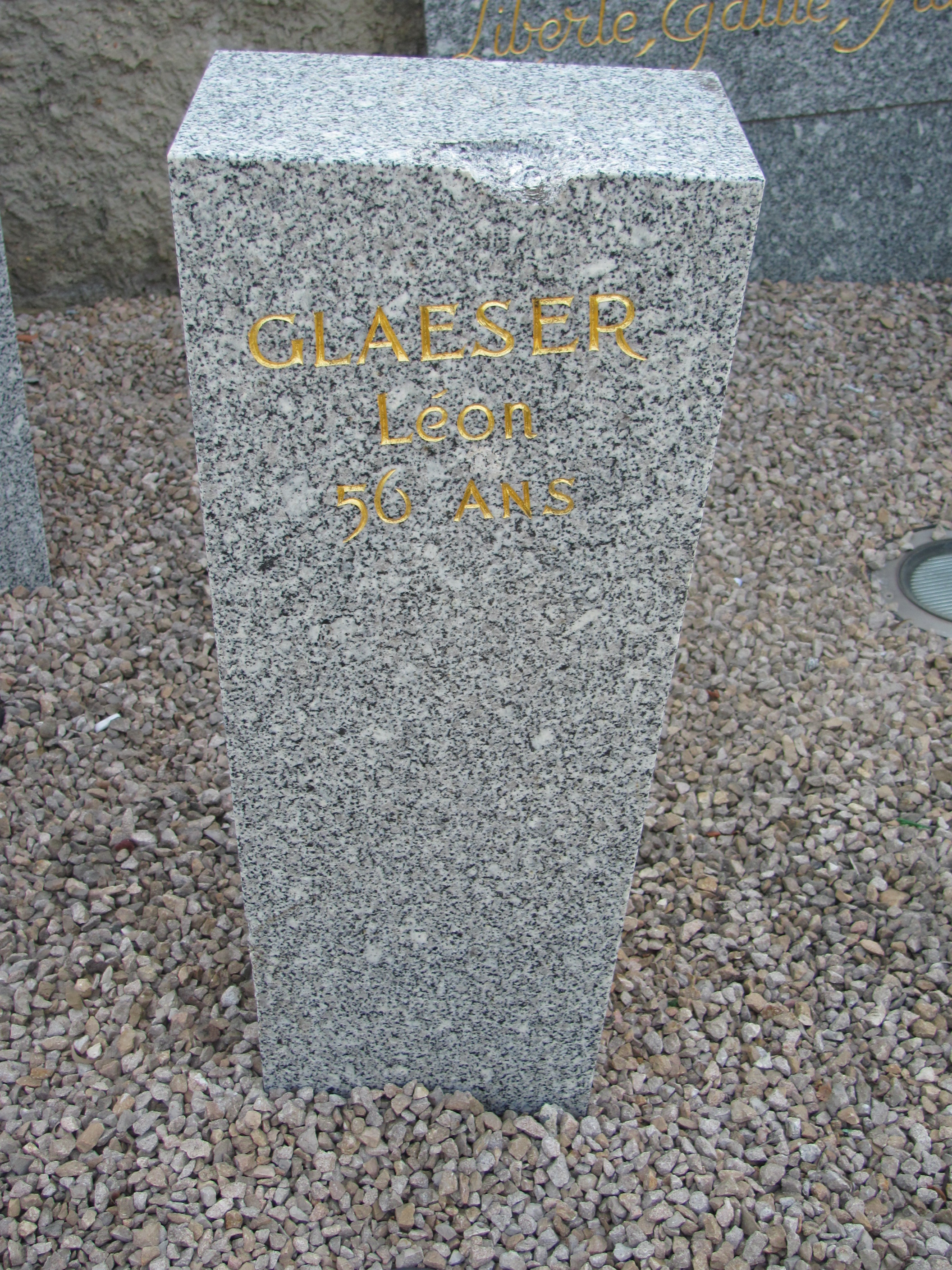
Glaeser Léon, 56 ans
Stèle commémorative au cimetière de Rillieux.

Au cours de la journée du 28 juin 1944, les miliciens Lyonnais arrêtent un certain nombre de Juifs ensuite incarcérés impasse Catelin, (dans les locaux de la milice, à Lyon), parmi lesquels Léo Glaeser. Léo Glaeser est arrêté en raison de sa judaïté et non à cause de ses activités de résistance au sein du comité Amelot. Ces arrestations sont des représailles à l'assassinat du secrétaire d'État à l'Information de Vichy Philippe Henriot, assassiné par des résistants (s'étant fait passer pour des miliciens), à Paris, le 28 juin 1944.
Le 29 juin 1944 au matin, Henri Gonnet un milicien aux ordres de Touvier, fait sortir sept prisonniers juifs de la cellule, dont Léo Glaeser. Ils sont emmenés dans une camionnette au cimetière de Rillieux où ils sont fusillés vers 5h30 du matin.

## Procès Touvier
Après le procès Touvier où Paul Touvier est condamné pour complicité de crimes contre l'humanité pour les faits survenus à Rillieux, son fils Henri Glaeser (qui était plaignant avec son frère Georges, et donc partie civile), déclare le 21 avril 1994 :

« Je crois que c'est un jugement mérité, il y a les mêmes stigmates à Rillieux qu'à Auschwitz, le mensonge, le délire, la torture : c'est certainement un procès pour l'Histoire. »

## Famille
Il était marié avec Marguerite Goulouboff (1892 - 1950), avec laquelle il eut deux enfants : le mathématicien Georges Glaeser et le cinéaste Henri Glaeser.